# Tribalus ogieri
Tribalus ogieri är en skalbaggsart som beskrevs av Sylvain Auguste de Marseul 1864. Tribalus ogieri ingår i släktet Tribalus och familjen stumpbaggar. Inga underarter finns listade i Catalogue of Life.